# Aname barrema
Aname barrema is een spinnensoort uit de familie Anamidae. De wetenschappelijke naam van de soort werd voor het eerst geldig gepubliceerd in 1985 beschreven door Raven.